# أنتوني كيلر
أنتوني كيلر (7 يونيو 1909 وارسو بولندا - 1 يناير 1996) هو لاعب كرة قدم بولندي سابق كان يلعب كحارس مرمى.